# خندق احمام (كبكب)
خندق احمام هو دُوَّار يقع بجماعة عين بوعلي، إقليم مولاي يعقوب، جهة فاس مكناس في المملكة المغربية. ينتمي الدوّار لمشيخة كبكب التي تضم 28 دوار. يقدر عدد سكانه بـ 154 نسمة حسب الإحصاء الرسمي للسكان والسكنى لسنة 2004.

## روابط خارجية
- البوابة الوطنية للجماعات الترابية نسخة محفوظة 12 مارس 2018 على موقع واي باك مشين.
- المندوبية السامية للتخطيط